# NodeMCU
NodeMCU é uma plataforma de internet das coisas, de baixo custo e open-source . Inicialmente incluía o firmware executado no sistema-em-um-chip ESP8266 Wi-fi, da fabricante Espressif Systems, e hardware baseado no módulo ESP-12 . Posteriormente, suporte para o microcontrolador ESP32 32-bit foi adicionado.

## Visão Geral
NodeMCU é um firmware de código aberto, para o qual projetos abertos de placas de prototipação estão disponíveis. O nome  "NodeMCU" combina as palavras em inglês "node" (Nó)  e "MCU" (Acrônimo para microcontrolador).  O termo "NodeMCU" se refere estritamente ao firmware, e não aos kits de desenvolvimento associados.
Tanto o firmware quanto os projetos de placa de desenvolvimento são Open-source.
O firmware usa a linguagem de script Lua. Baseado no projeto eLua, foi construído sobre o SDK ESP8266 0.9.5. Existem muitos projetos de código aberto para o seu uso como a lua-cjson e SPIFFS. Devido à restrição de recursos, os usuários precisam selecionar os módulos relevantes para seus projetos, e construir um firmware específico para suas necessidades. Suporte para o ESP32 de 32-bit também foi implementado.
O hardware para prototipação geralmente consiste em uma placa de circuito impresso funcionando como dual in-line package (DIP), que integra um controlador USB com uma placa menor, contendo o microcontrolador e a antena. A escolha do formato DIP facilita a prototipação em placas de ensaio. O projeto foi baseado inicialmente no módulo ESP-12 do ESP8266, que consistem em um sistema-em-um-chip (em inglês SoC) integrado com um núcleo Tensilica Xtensa LX106, largamente utilizado em aplicações Iot.

## História
NodeMCU foi criado logo após o lançamento do ESP8266. Em 30 de dezembro de 2013, a empresa Espressif começou a produzir o ESP8266. A produção do NodeMCU começou em 13 outubro de 2014, quando Hong postou o primeiro arquivo do nodemcu-firmware no GitHub.

## Corrente de trabalho
Corrente de trabalho 70mA (Máximo 200mA)

## Corrente máxima
1A limitado pelo controlador (AMS1117), imaginando 200mA de pico de trabalho, têm-se livre 800MA, a recomendação é que nunca se ultrapasse 500mA de consumo para componentes externos

## Códigos

### Conectando em um AP
```
    
ip
 
=
 
wifi
.
sta
.
getip
()

    
print
(
ip
)

    
--nil

    
wifi
.
setmode
(
wifi
.
STATION
)

    
wifi
.
sta
.
config
(
"SSID"
,
"password"
)

    
wifi
.
sta
.
connect
()

    
ip
 
=
 
wifi
.
sta
.
getip
()

    
print
(
ip
)

    
--192.168.18.110

```

### Controlando GPIO
```
    
pin
 
=
 
1

    
gpio
.
mode
(
pin
,
gpio
.
OUTPUT
)

    
gpio
.
write
(
pin
,
gpio
.
HIGH
)

    
print
(
gpio
.
read
(
pin
))

```

### HTTP request
```
    
-- A simple http client

    
conn
=
net
.
createConnection
(
net
.
TCP
,
 
0
)

    
conn
:
on
(
"receive"
,
 
function
(
conn
,
 
payload
)
 
print
(
payload
)
 
end
 
)

    
conn
:
on
(
"connection"
,
 
function
(
c
)

        
conn
:
send
(
"GET / HTTP/1.1
\r\n
Host: www.baidu.com
\r\n
"

            
..
"Connection: keep-alive
\r\n
Accept: */*
\r\n\r\n
"
)

        
end
)

    
conn
:
connect
(
80
,
"115.239.210.27"
)

```

### HTTP server
```
    
-- A simple http server

    
srv
=
net
.
createServer
(
net
.
TCP
)

    
srv
:
listen
(
80
,
function
(
conn
)

      
conn
:
on
(
"receive"
,
function
(
conn
,
payload
)

        
print
(
payload
)

        
conn
:
send
(
"<h1> Hello, NodeMcu.</h1>"
)

      
end
)

      
conn
:
on
(
"sent"
,
function
(
conn
)
 
conn
:
close
()
 
end
)

    
end
)

```

### Conectando a um MQTT Broker
```
-- init mqtt client with keepalive timer 120sec

m
 
=
 
mqtt
.
Client
(
"clientid"
,
 
120
,
 
"user"
,
 
"password"
)

-- setup Last Will and Testament (optional)

-- Broker will publish a message with qos = 0, retain = 0, data = "offline"

-- to topic "/lwt" if client don't send keepalive packet

m
:
lwt
(
"/lwt"
,
 
"offline"
,
 
0
,
 
0
)

m
:
on
(
"connect"
,
 
function
(
con
)
 
print
 
(
"connected"
)
 
end
)

m
:
on
(
"offline"
,
 
function
(
con
)
 
print
 
(
"offline"
)
 
end
)

-- on publish message receive event

m
:
on
(
"message"
,
 
function
(
conn
,
 
topic
,
 
data
)

  
print
(
topic
 
..
 
":"
 
)

  
if
 
data
 
~=
 
nil
 
then

    
print
(
data
)

  
end

end
)

-- for secure: m:connect("192.168.11.118", 1880, 1)

m
:
connect
(
"192.168.11.118"
,
 
1880
,
 
0
,
 
function
(
conn
)
 
print
(
"connected"
)
 
end
)

-- subscribe topic with qos = 0

m
:
subscribe
(
"/topic"
,
0
,
 
function
(
conn
)
 
print
(
"subscribe success"
)
 
end
)

-- or subscribe multiple topic (topic/0, qos = 0; topic/1, qos = 1; topic2 , qos = 2)

-- m:subscribe({["topic/0"]=0,["topic/1"]=1,topic2=2}, function(conn) print("subscribe success") end)

-- publish a message with data = hello, QoS = 0, retain = 0

m
:
publish
(
"/topic"
,
"hello"
,
0
,
0
,
 
function
(
conn
)
 
print
(
"sent"
)
 
end
)

m
:
close
();

-- you can call m:connect again

```

### UDP cliente e servidor
```
-- a udp server

s
=
net
.
createServer
(
net
.
UDP
)

s
:
on
(
"receive"
,
function
(
s
,
c
)
 
print
(
c
)
 
end
)

s
:
listen
(
5683
)

-- a udp client

cu
=
net
.
createConnection
(
net
.
UDP
)

cu
:
on
(
"receive"
,
function
(
cu
,
c
)
 
print
(
c
)
 
end
)

cu
:
connect
(
5683
,
"192.168.18.101"
)

cu
:
send
(
"hello"
)

```